# Wiesław Kielar
Wiesław Kielar (ur. 12 sierpnia 1919 w Przeworsku, zm. 1 czerwca 1990 we Wrocławiu) – polski pisarz i operator filmowy, więzień niemieckiego obozu koncentracyjnego Auschwitz-Birkenau.

## Życiorys
Był jednym z pierwszych polskich więźniów (numer obozowy 290) niemieckiego obozu koncentracyjnego Auschwitz- Birkenau. Został aresztowany w rodzinnym Jarosławiu w pierwszych dniach maja 1940, następnie uwięziony wraz z kilkudziesięcioma kolegami w Tarnowie. Stamtąd 14 czerwca 1940 r. przybył pierwszym transportem do KL Auschwitz i stał się numerem 290. Od momentu zarejestrowania przez niemal pięć lat pobytu w obozie Kielar pracował w różnych częściach kompleksu Auschwitz, pełniąc funkcję pielęgniarza, tragarza trupów, pisarza, instalatora, a jako "stary" więzień – blokowego. Wraz z Edwardem Galińskim przygotował ucieczkę z obozu. Ostatecznie zrezygnował z ucieczki na rzecz Mali Zimetbaum, która zbiegła z Galińskim (tzw. "Romeo i Julia" z Auschwitz). W ostatnich miesiącach 1944 r. został przewieziony karnym transportem w głąb Niemiec i tam, przenoszony z obozu do obozu, doczekał wyzwolenia. 
Do Polski wrócił w 1946 r., ukończył Państwową Wyższą Szkołę Filmową im. Leona Schillera w Łodzi i pracował jako operator filmowy. Osiedlił się we Wrocławiu i tu wraz z żoną pozostał do swojej śmierci. Zadebiutował opowiadaniem o Oświęcimiu. Sławę przyniosły wspomnienia pt. Anus Mundi (1966), z bezkompromisową szczerością i bezwzględnością opisujące realia obozowe, złożoność życia i ludzkich postaw w nieludzkiej rzeczywistości. Później ukazały się wspomnienia Kielara z czasów przedwojennych I nasze młode lata. Jest to jedna z najciekawszych relacji z codziennego życia w Jarosławiu lat 30. W edycji Dzieł Wybranych został oddany także w ręce czytelników trzeci, wydany już po śmierci Kielara tom, w którym autor opisuje swoje losy powojenne.
Pochowany na Cmentarzu Rakowickim (cmentarzu wojskowym przy ul. Prandoty), kwatera LXXIX, rząd 11, miejsce 2.

## Tematyka dzieł

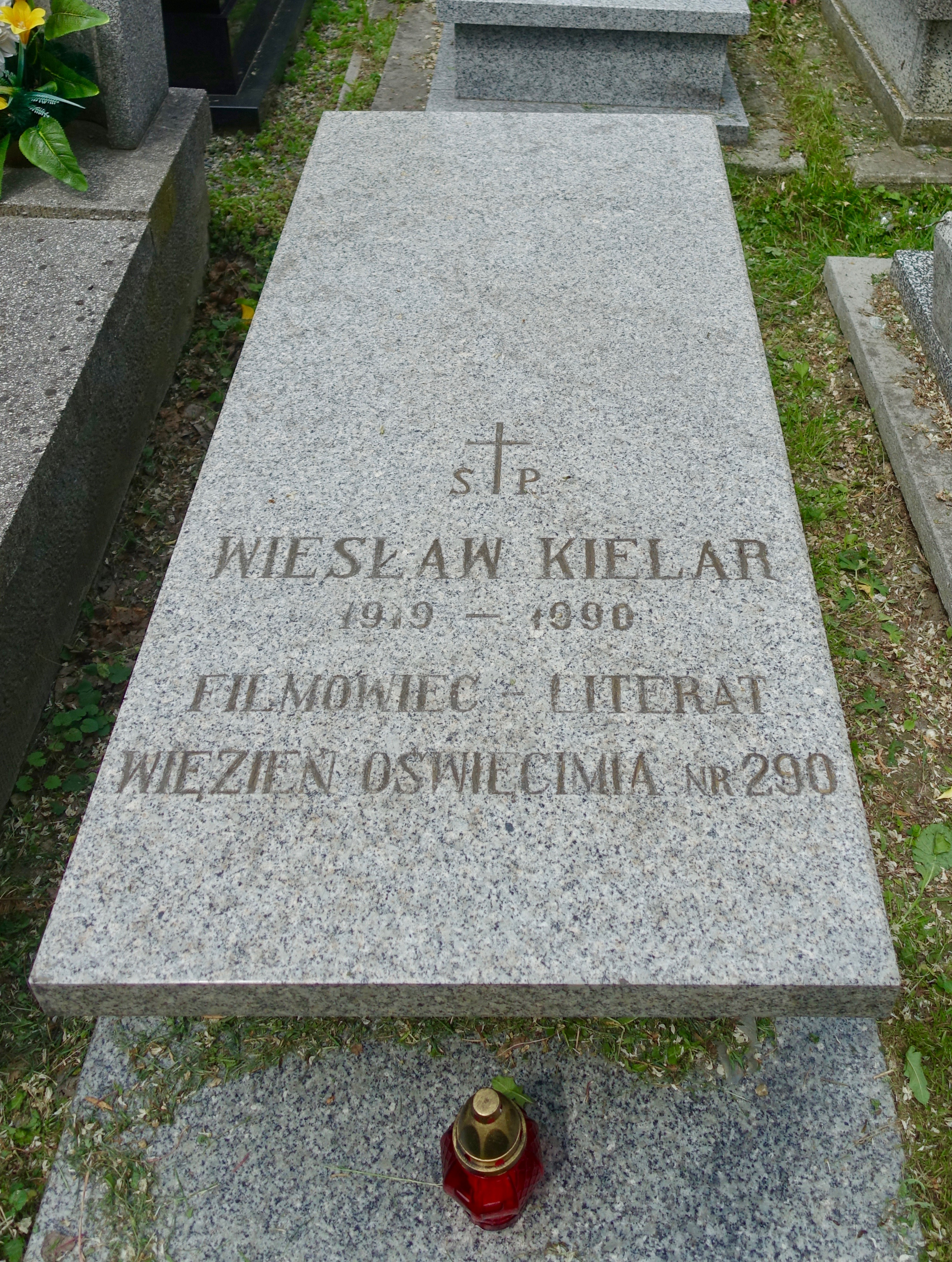
grób Wiesława Kielara na Cmentarzu Rakowickim w Krakowie (cmentarzu wojskowym przy ul. Prandoty), kwatera LXXIX, rząd 11, miejsce 2

Złożoność życia i ludzkich postaw, wymuszona ekstremalnością, rodziła zupełnie odmienne zachowania. „Anus mundi” to określenie po łacinie użyte w 1942 przez Hauptsturmführera Heinza Thilo, niemieckiego lekarza SS, który podczas obserwacji zagazowywania 800 kobiet po selekcji, nazwał obóz „odbytem świata”. 
Później ukazały się wspomnienia autora z czasów przedwojennych I nasze młode lata. Jest to jedna z najciekawszych relacji z codziennego życia w Jarosławiu lat 30. W Życie toczy się dalej autor opisuje swoje losy powojenne, bardzo trudne dla prostolinijnego, nigdy nie idącego na kompromis z komunistyczną władzą, obywatela. W wywiadach podkreślał, że nie przenosi żalu i urazy na współczesnych Niemców. Jednakże ohyda i ogrom zła, które były dziełem narodowego socjalizmu nie pozwalają o nich zapomnieć i nakazują, aby o nich przypominać.

## Utwory literackie
- Anus mundi[5]
- I nasze młode lata
- Życie toczy się dalej

## Upamiętnienie
W 1992 jedną z ulic w rodzinnym Jarosławiu nazwano jego nazwiskiem.  
Od 2014 roku jest patronem ronda na wrocławskiej Różance.